# Kleiner Beginenhof ter Hoye
Der Kleine Beginenhof ter Hoye (in Flandern auch als Klein Begijnhof Onze-Lieve-Vrouw ter Hoyen oder kurz Klein Begijnhof bekannt) ist ein Beginenhof in der belgischen Stadt Gent; zusammen mit zwölf weiteren flämischen Beginenhöfen gehört er seit 1998 zum Weltkulturerbe der UNESCO.
In Gent entstand 1242 die erste Beginensiedlung. Diese ging aus einer bereits 1236 entstandenen Gemeinschaft hervor. Neben dem Sint Elisabeth-Beginenhof als der ersten dieser Einrichtungen entstand fast zeitgleich, der sogenannte kleine Beginenhof, der sich von der Größe her nicht nennenswert von dem Sint Elisabeth-Beginenhof unterschied. Er liegt in der Lange Violettenstraat und ist noch als Gesamtanlage erhalten. Erstmals urkundlich erwähnt wurde der Beginenhof 1260.
Im Jahr 1281 war der Gebäudekomplex vollständig ummauert. Die Mauern schirmten die Anlage von der Umgebung ab. Im Zentrum steht die zugehörige Kirche im Stil des Barock und liegt der Friedhof der Bewohnerinnen. Drumherum liegen die Wohnhäuser und Konventsgebäude. Die Beginen entstammten dem niederen Adel, dem städtischen Bürgertum und wohlhabenden Bauernfamilien. Im 17. Jahrhundert umfasste die Anlage 90 Holzhäuser und zehn Konventsgebäude. Später wurden die alten Häuser durch Backstein- oder Steinbauten ersetzt. Im Jahr 1963 wurde die Anlage unter Schutz gestellt. Seit 1994 wurde die renoviert.

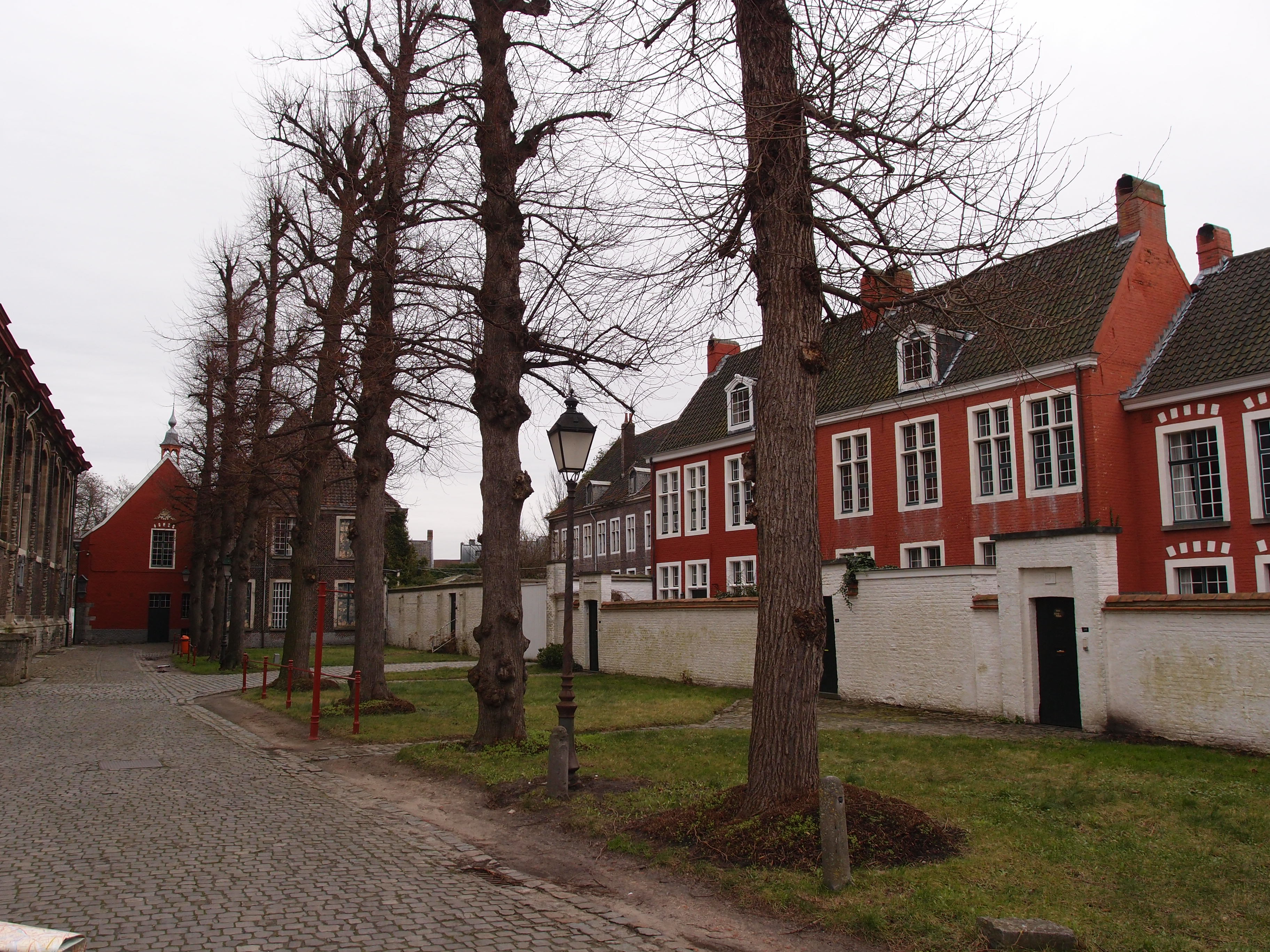
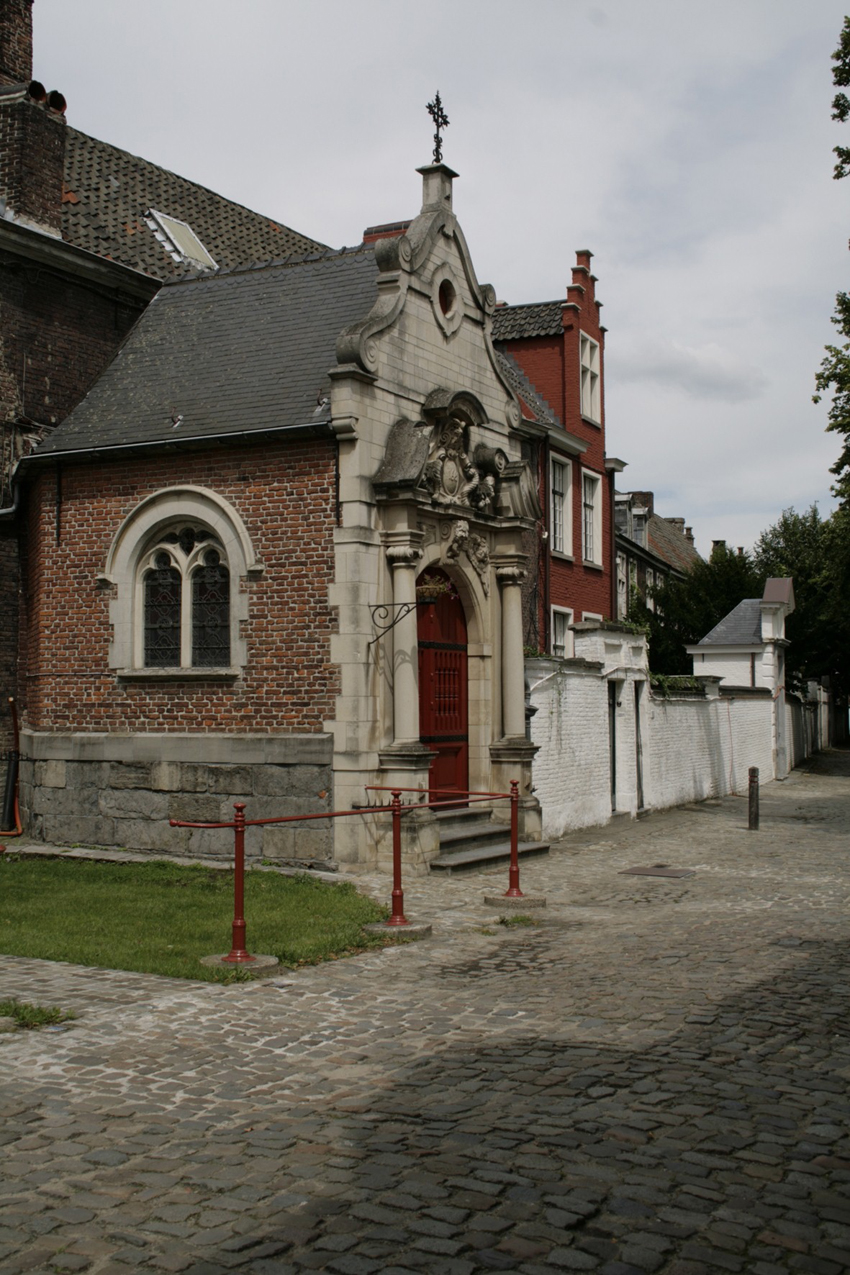
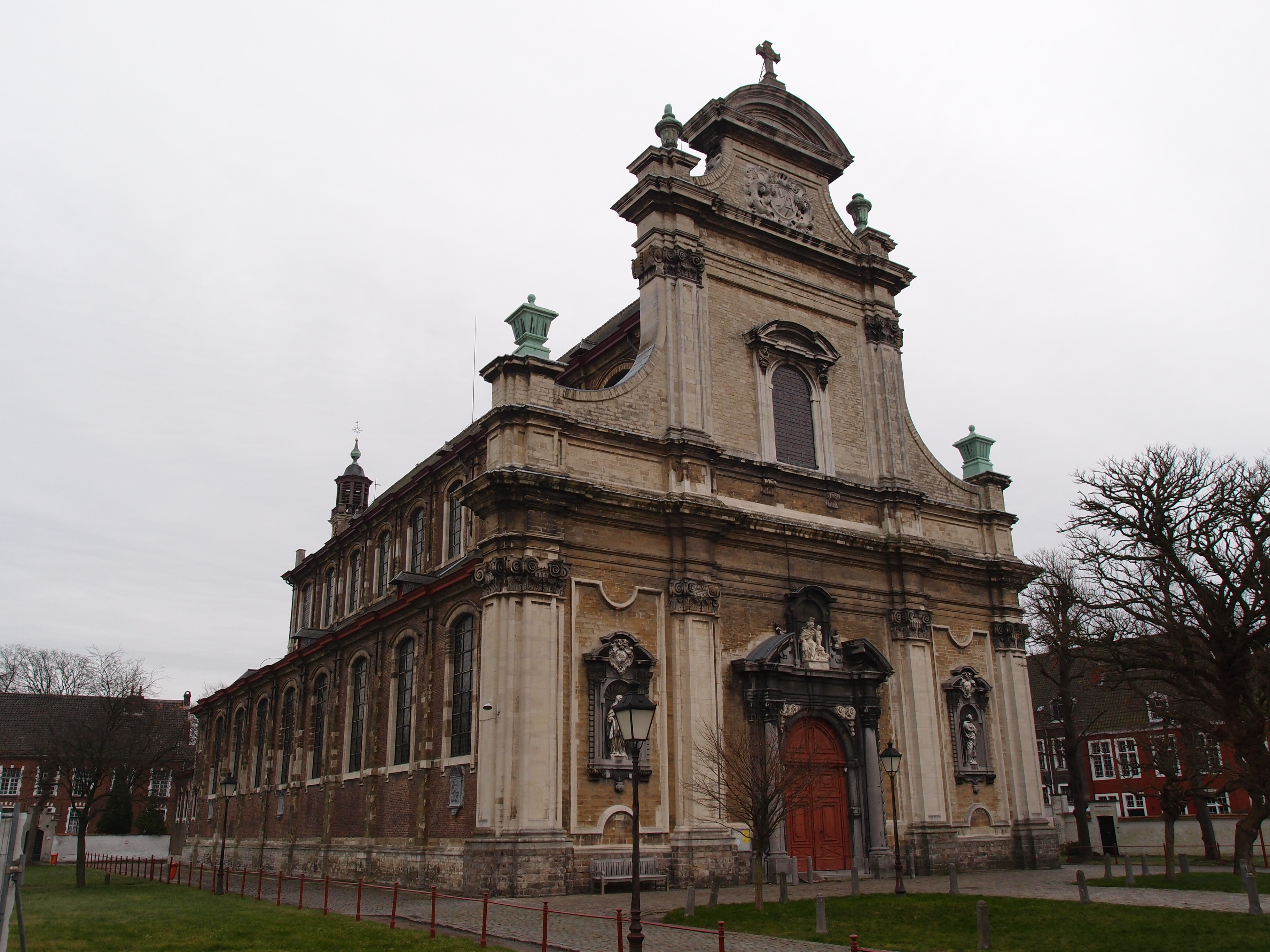
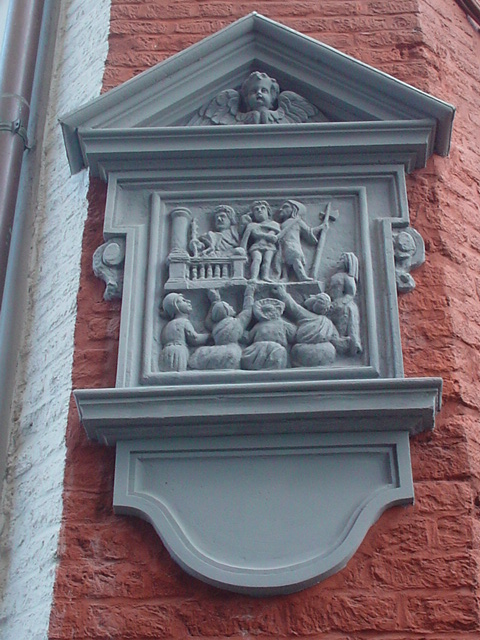
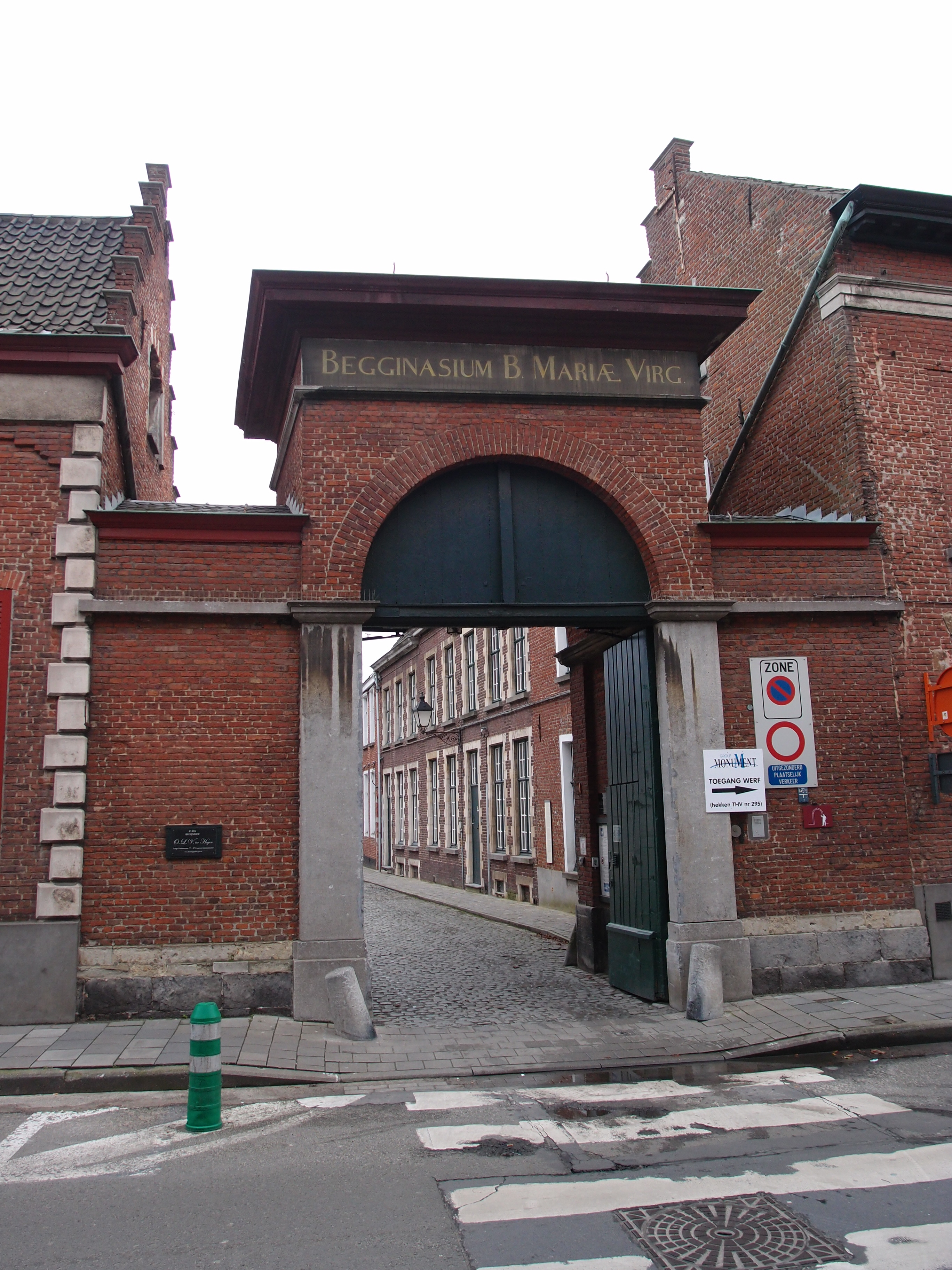
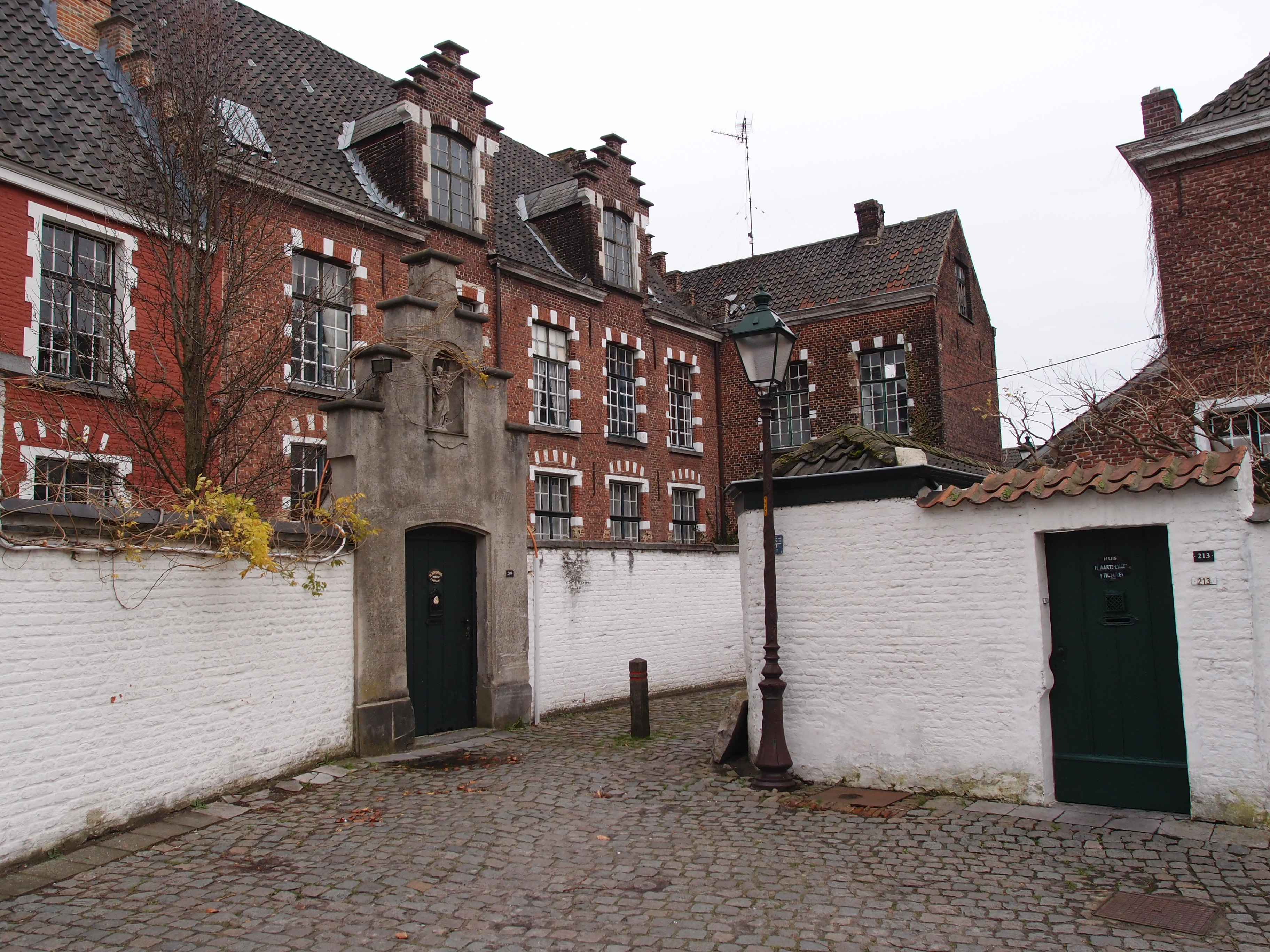